# Psalm 75
Der 75. Psalm (nach griechischer Zählung der 74.) ist ein Psalm Davids und der Gattung „prophetische Liturgie“ zugehörig. 

## Gliederung
Eine mögliche Gliederung des Psalms sieht folgendermaßen aus:
1. Vers 2: Hymnus der Gemeinde, die Gottes Namen anruft
2. Vers 3 f: Gottes eigene Stimme
3. Vers 5–11: Aufs Neue einsetzender Hymnus eines einzelnen Sängers
  1. Vers 5 f: Mahnrede an JHWHs Feinde
  2. Vers 7 f: Jauchzen über Gottes Regiment
  3. Vers 9: Voraugenstellen Gottes Zornbechers gegenüber den Feinden
  4. Vers 10 f: Üblicher Schluss eines Hymnus

## Deutung
Der Alttestamentler Hermann Gunkel sieht als die Kernaussage des Psalms an, dass die Gemeinde trotz der Wirrnissen in der Welt auf ein Einschreiten JHWHs hofft.